# لیبور پروخازکا
لیبور پروخازکا (انگلیسی: Libor Procházka؛ زادهٔ ۲۵ آوریل ۱۹۷۴) بازیکن هاکی روی یخ اهل جمهوری چک بود.